# Setina freyeri
Setina freyeri är en fjärilsart som beskrevs av František Antonín Nickerl 1845. Setina freyeri ingår i släktet Setina och familjen björnspinnare. Inga underarter finns listade i Catalogue of Life.